# Xlendi Tower

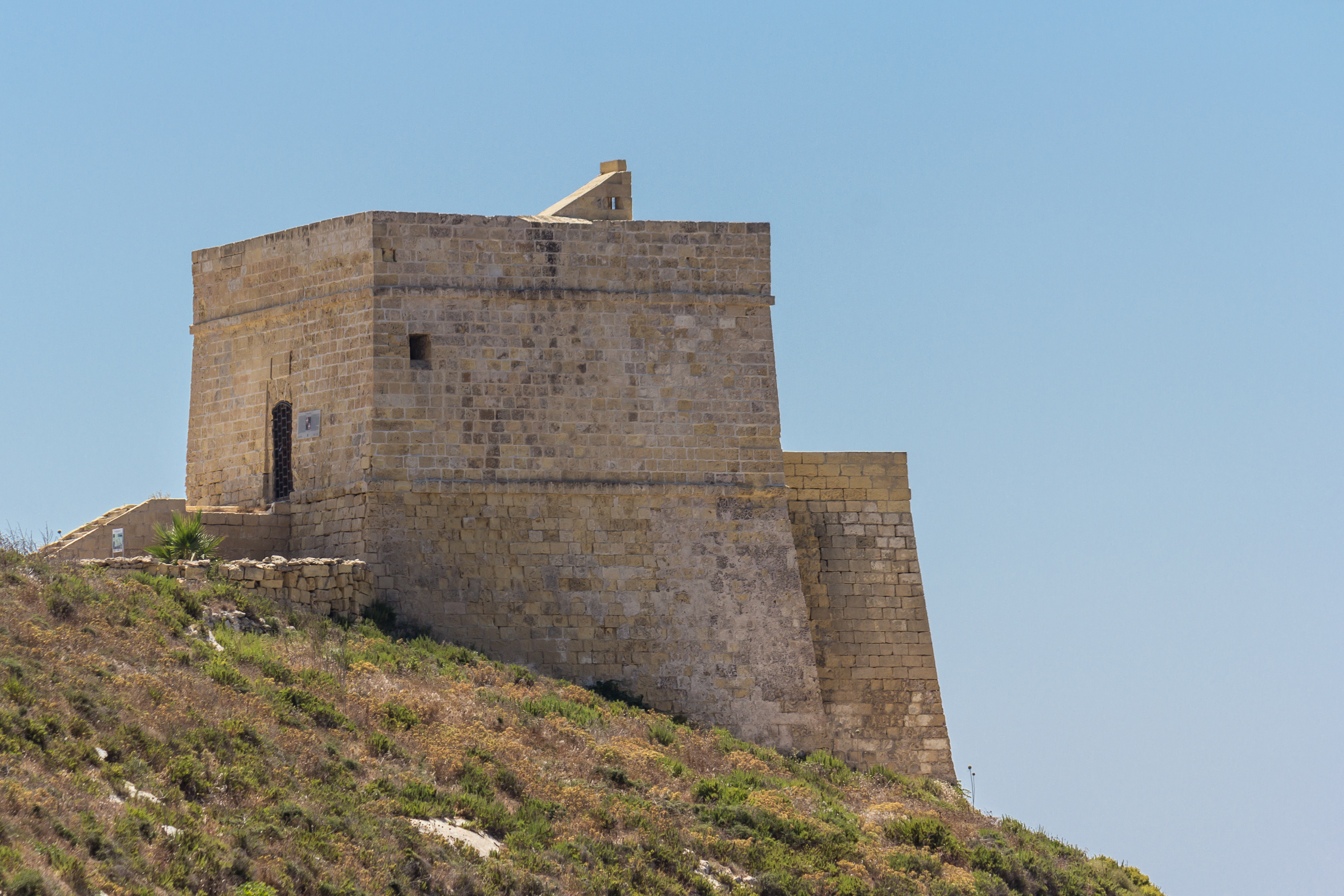
Xlendi Tower

Der Xlendi Tower (maltesisch Torri tax-Xlendi) ist ein Wehrturm südöstlich des Dorfes Xlendi in der Gemeinde Munxar auf der zu Malta gehörenden Insel Gozo. Er steht als Grade-1-Bauwerk unter Denkmalschutz und ist im National Inventory of Cultural Property of the Maltese Islands unter der Nummer 36 aufgeführt.

## Beschreibung
Der zweigeschossige Wehrturm erhebt sich an der Einfahrt zur Xlendi Bay auf einem 10 mal 10 Meter messenden quadratischen Grundriss und zeigt dicke, geneigte Mauern. Seeseitig ist ein rechteckiger Vorsprung erkennbar, dessen Zweck nicht mehr bekannt ist. Der Haupteingang befindet sich an der Nordwand, er ist durch eine – ursprünglich vom Turm abgesetzte – Treppe sowie eine nicht mehr erhaltene hölzerne Zugbrücke zugänglich.

## Geschichte

### Vorgängerbauten
Als der Ritter- und Hospitalorden vom Heiligen Johannes von Jerusalem von Rhodos und von Malta sich auf dem maltesischen Archipel niederließ, wurde zunächst die Stadt Birgu befestigt. Nach der Belagerung von Malta im Jahr 1565 wurde Valletta erbaut und befestigt. Beide Städte lagen am Meer und konnten daher Flottenangriffe abwehren, noch bevor Truppen anlandeten. Im Gegensatz hierzu lag die befestigte Stadt Gozos, Rabat, in der Mitte der Insel und konnte daher Flottenangriffen und der Landung von Truppen nichts entgegensetzen. So war Gozo den Angriffen osmanischer Schiffe ausgeliefert, ebenso wie häufigen Korsarenüberfällen. Die feindlichen Truppen plünderten ungehindert die Insel und verschleppten die Einwohner in die Sklaverei. So wurden 1551 bei einer Belagerung von Gozo etwa 6000 Gozitaner versklavt und die Zitadelle von ir-Rabat wurde zerstört. Aus diesem Ereignis zog man den Schluss, dass ein Gegenangriff stattfinden musste, bevor Feinde die Küste der Insel erreichen konnten.
Der Großmeister des Malteserordens Martin Garzes stellte Ende des 16. Jahrhunderts 12.000 Scudi bereit, um in Mġarr den Garzes Tower zu errichten, der den Hafen der Stadt schützen sollte, doch bis zu seinem Tod 1601 kam es nicht zum Baubeginn. Erst Großmeister Alof de Wignacourt ordnete 1605 den Bau des Garzes-Turms an. Dieser Turm wurde 1848 abgebrochen. Ein weiterer Turm entstand 1616 in Marsalforn auf dem Qortin tax-Xaghra genannten Plateau, dieser wurde 1716 wegen Einsturzgefahr abgebrochen.

### Baugeschichte
Der Xlendi Tower wurde 1650 unter Großmeister Jean de Lascaris-Castellar errichtet. Die Kosten trug die Università genannte Regierungsbehörde Gozos. Da die Vorgängerbauten nicht erhalten sind, stellt dieser Turm das älteste Bauwerk dieser Art auf Gozo dar. Nur der 1618 auf der kleinen Nachbarinsel Comino erbaute St Mary’s Tower ist älter.
Die ersten Entwürfe aus dem Jahr 1649 stammten vom Bailli Baldassare de Demandolx. Nach einer Bauzeit von etwas über einem Jahr war der Turm fertiggestellt. Großmeister Lascaris ordnete die Stationierung von zwei Kanonen auf dem Turm an. Bemannt war der Turm mit einem Capo Mastro genannten Artilleristen als Kommandant, dem ein Aggiutante (Adjutant) zur Seite gestellt war. Ferner gehörte ein dreiköpfiger Wachtrupp zur Turmbesatzung.
Bereits im Jahr 1681, nur 31 Jahre nach der Fertigstellung, wurde der Turm als restaurierungsbedürftig eingestuft. Im Jahr 1761 wurden auf Anregung des französischen Militärberaters Graf de Bourlamaque die Klippen rund um den Turm steil abgetragen und mit Eskarpemauern versehen, um ein unüberwindliches Hindernis herzustellen. Unter der britischen Herrschaft wurde Xlendi Tower vom Royal Malta Fancible Regiment bemannt, das 1861 in Royal Malta Fancible Artillery umbenannt wurde. 1873 endete die Funktion der Wachtürme und der Turm wurde aufgegeben. Während des Zweiten Weltkriegs wurde er von der maltesischen Küstenwache als Küstenwachstation betrieben.
Nach dem Aufkommen des Flugzeugs und moderner Kriegführung wurden die Türme Maltas und damit auch der Xlendi Tower aus militärischer Sicht uninteressant. So wurde er 1954 an Privatleute verpachtet, die ihn jedoch weitgehend dem Verfall überließen. Am 6. August 2009 übergab der Parlamentarische Staatssekretär für Finanzen und Ländereien Jason Azzopardi den Turm zu gleichen Teilen an Dín l-Art Ħelwa und den Kunsil von Munxar. Seitdem wird das historisch bedeutsame Bauwerk von Dín l-Art Ħelwa und der Gemeinde Munxar bei hälftiger Kostenteilung rekonstruiert.